# Kravțivka, Țarîceanka
Kravțivka (în ucraineană Кравцівка) este un sat în comuna Rudka din raionul Țarîceanka, regiunea Dnipropetrovsk, Ucraina.

## Demografie
Componența lingvistică a localității Kravțivka
     Ucraineană (99,46%)
     Alte limbi (0,27%)
Conform recensământului din 2001, majoritatea populației localității Kravțivka era vorbitoare de ucraineană (99,46%), existând în minoritate și vorbitori de alte limbi.